# Drienčany
Drienčany este o comună slovacă, aflată în districtul Rimavská Sobota din regiunea Banská Bystrica, pe malul râului Blh⁠(d). Localitatea se află la altitudinea de 243 m deasupra n.m., se întinde pe o suprafață de 11 km2 și în 2017 număra 238 de locuitori. Se învecinează cu Slizké, Budikovany, Teplý Vrch, Padarovce, Lukovištia și Hrušovo.

## Istoric
Localitatea Drienčany este atestată documentar din 1291.

## Demografie
| An:                | 1994 | 2004   | 2014   | 2024    |
| ------------------ | ---- | ------ | ------ | ------- |
| Număr de persoane: | 272  | 246    | 241    | 193     |
| Diferență:         |      | −9,55% | −2,03% | −19,91% |

| An:                | 2023 | 2024   |
| ------------------ | ---- | ------ |
| Număr de persoane: | 195  | 193    |
| Diferență:         |      | −1,02% |